# Проточное (Могилёвская область)
Проточное (бел. Праточнае) — деревня в составе Ямницкого сельсовета Быховского района Могилёвской области Республики Беларусь.

## История
В 1913 году действовала церковно-приходская школа (в 1913 г. 27 м. и 18 д.).

## Население
- 1999 год — 29 человек
- 2010 год — 16 человек